# Midland, Texas
Midland är en stad i Midland County i delstaten Texas i USA. Den hade 94 996 invånare 2000. Midland är administrativ huvudort (county seat) i Midland County. Staden producerar mycket olja. Midland är den före detta president George W. Bushs hemstad.

## Kända personer
- Bessie Love – skådespelare
- Woody Harrelson – skådespelare
- Tommy Lee Jones – skådespelare
- Max Muncy – basebollspelare